# Agrotis longidentifera
Agrotis longidentifera là một loài bướm đêm trong họ Noctuidae.